# カペラ賞
カペラ賞（カペラしょう）は、佐賀県競馬組合が佐賀競馬場ダート1800mで施行する地方競馬の重賞競走である。正式名称は「エフエム福岡杯 カペラ賞」。

## 概要
2013年に佐賀所属2歳馬限定の重賞（S2）競走として創設された。なお、第1回よりJRA認定競走としても行われている。
2018年度の番組改編において、重賞格付け制度変更により重賞（それまでのS1に相当）に格上げされ、佐賀競馬の2歳チャンピオン決定戦に位置づけられた。
距離は創設時が1750m、2014年から2016年までは1400m、2017年は1750mで行われた。2018年からは現行の1800mとなっている。
2020年から高知・佐賀スタリオンシリーズに指定されている。対象種牡馬は2020年がグァンチャーレ、2021年がレインボーライン、2022年がストロングリターン、2023年がインティ、2024年はオメガパフューム。

### 条件・賞金（2024年）
出走条件
サラブレッド系2歳オープン、佐賀所属
負担重量
定量（55kg、牝馬1kg減）
賞金額
1着600万円、2着210万円、3着120万円、4着90万円、5着60万円、着外12万円
副賞
エフエム福岡社長賞、JBC協会賞（オメガパフューム賞）、大分県馬事畜産振興協議会会長賞、佐賀県馬主会会長賞、佐賀県競馬組合管理者賞

## 歴史
- 2013年 - 2歳馬によるS2の重賞として創設。施行距離は1750m。
- 2014年 - 距離が1400mに短縮。
- 2017年 - 距離が1750mへ戻される。
- 2018年
  - 重賞（旧S1に相当）に昇格。
  - 距離が1800mに延長。
  - レース名が「エフエム福岡杯 カペラ賞」となる。
- 2020年 - 高知・佐賀スタリオンシリーズに指定される。

### 歴代優勝馬
| 回数   | 施行日         | 距離  | 優勝馬           | 性齢 | 所属 | タイム | 優勝騎手 | 管理調教師 | 馬主                      |
| ------ | -------------- | ----- | ---------------- | ---- | ---- | ------ | -------- | ---------- | ------------------------- |
| 第1回  | 2013年12月7日  | 1750m | マツノヴィグラス | 牝2  | 佐賀 | 1:58.4 | 田中直人 | 東眞市     | 藤木敏則                  |
| 第2回  | 2014年11月29日 | 1400m | ダイリンザン     | 牡2  | 佐賀 | 1:29.7 | 真島正徳 | 真島元徳   | 廣松一義                  |
| 第3回  | 2015年11月28日 | 1400m | ドンプリムローズ | 牝2  | 佐賀 | 1:31.6 | 真島正徳 | 真島元徳   | 光安了                    |
| 第4回  | 2016年11月19日 | 1400m | ハクユウロゼ     | 牝2  | 佐賀 | 1:28.7 | 山口勲   | 東眞市     | （株）H.Iコーポレーション |
| 第5回  | 2017年11月4日  | 1750m | エリザベスセーラ | 牝2  | 佐賀 | 1:58.1 | 兒島真二 | 北村欣也   | 藤井陸治                  |
| 第6回  | 2018年11月25日 | 1800m | ニュールック     | 牝2  | 佐賀 | 2:00.1 | 山口勲   | 東眞市     | 原久美子                  |
| 第7回  | 2019年11月24日 | 1800m | リバイブ         | 牝2  | 佐賀 | 1:58.1 | 山口勲   | 東眞市     | 原久美子                  |
| 第8回  | 2020年11月23日 | 1800m | プリマステラ     | 牝2  | 佐賀 | 1:59.6 | 石川慎将 | 渡辺博文   | 原久美子                  |
| 第9回  | 2021年11月14日 | 1800m | タケノサイコウ   | 牡2  | 佐賀 | 2:00.5 | 飛田愛斗 | 古賀光範   | 竹原孝昭                  |
| 第10回 | 2022年11月13日 | 1800m | ネオシエル       | 牡2  | 佐賀 | 2:03.9 | 石川倭   | 真島元徳   | 瓜生和彦                  |
| 第11回 | 2023年10月22日 | 1800m | ウルトラノホシ   | 牡2  | 佐賀 | 1:58.4 | 石川倭   | 真島元徳   | 中野香代子                |
| 第12回 | 2024年10月6日  | 1800m | ポリスヴィークル | 牝2  | 佐賀 | 2:08.2 | 川島拓   | 北村欣也   | (株) 本城                 |

### 各回競走結果の出典
- カペラ賞　歴代優勝馬 - 地方競馬全国協会
- JBISサーチ
  - 2013年、2014年、2015年、2016年、2017年、2018年、2019年、2020年、2021年、2022年、2023年、2024年

## 同名の競走
大井競馬場、川崎競馬場、盛岡競馬場において同名の条件特別競走が施行されている。